# Swezeyia gigantea
Swezeyia gigantea är en insektsart som beskrevs av Yang och Wu 1993. Swezeyia gigantea ingår i släktet Swezeyia och familjen Derbidae. Inga underarter finns listade i Catalogue of Life.